# Kute Bunin
Kute Bunin is een bestuurslaag in het regentschap Aceh Tenggara van de provincie Atjeh, Indonesië. Kute Bunin telt 341 inwoners (volkstelling 2010).